# Olympische Sommerspiele 2004/Teilnehmer (Somalia)
| Gelbes Symbol für Goldmedaillen mit stilisierten Olympischen Ringen | Graues Symbol für Silbermedaillen mit stilisierten Olympischen Ringen | Braundes Symbol für Bronzemedaillen mit stilisierten Olympischen Ringen |
| ------------------------------------------------------------------- | --------------------------------------------------------------------- | ----------------------------------------------------------------------- |
| —                                                                   | —                                                                     | —                                                                       |

Obwohl Somalia keine funktionierende Zentralregierung hatte, schickte das Nationale Olympische Komitee Somalias zwei Athleten, eine Frau und einen Mann, zu den Olympischen Sommerspielen 2004 in der griechischen Hauptstadt Athen.

## Flaggenträger
Der Cheftrainer Mohamed Ahmed Alin trug die Flagge Somalias während der Eröffnungsfeier im Olympiastadion.

## Teilnehmer nach Sportarten

### Leichtathletik
Frauen
- Fartun Abukar Omar

- 100 Meter: trotz persönlicher Bestzeit von 14,29 s (= Platz 8) im sechsten von acht Vorläufen nicht für die Viertelfinalläufe qualifiziert

Männer
- Abdulla Mohamed Hussein

- 400 Meter: mit 51,26 s, der langsamsten Zeit aller Teilnehmer, (= Platz 8) im zweiten von acht Vorläufen nicht für die Halbfinalläufe qualifiziert